# Hensley (Arkansas)
Hensley es un lugar designado por el censo ubicado en el condado de Pulaski en el estado estadounidense de Arkansas. En el Censo de 2010 tenía una población de 139 habitantes y una densidad poblacional de 52,41 personas por km².

## Geografía
Hensley se encuentra ubicado en las coordenadas 34°30′38″N 92°12′34″O / 34.51056, -92.20944. Según la Oficina del Censo de los Estados Unidos, Hensley tiene una superficie total de 2.65 km², de la cual 2.65 km² corresponden a tierra firme y (0.1%) 0 km² es agua.

## Demografía
Según el censo de 2010, había 139 personas residiendo en Hensley. La densidad de población era de 52,41 hab./km². De los 139 habitantes, Hensley estaba compuesto por el 19.42% blancos, el 75.54% eran afroamericanos, el 0% eran amerindios, el 0% eran asiáticos, el 0% eran isleños del Pacífico, el 0% eran de otras razas y el 5.04% pertenecían a dos o más razas. Del total de la población el 0% eran hispanos o latinos de cualquier raza.